# Cycas zambalensis
Cycas zambalensis es una especie de Cycadopsida del género Cycas, de la familia Cycadaceae, del orden Cycadales.

## Distribución
Cycas zambalensis se distribuye por Filipinas (Zambales).

## Taxonomía
Fue descrita científicamente por Domingo Allado Madulid y Maribel Agoo. Fue publicado por primera vez en Blumea 50(3): 519-522. fig. 1. en 2005.